# Saksang
Le saksang ou sa-sang est un plat épicé batak en Indonésie.
Il est à base d'émincé de porc ou de chien (ou plus rarement de buffle d'eau) bouilli dans son sang, avec du lait de coco et des épices (combava, laurier indonésien, coriandre, échalote, ail, piment et poivre thaï, citronnelle, gingembre, galanga, curcuma et andaliman).
Le saksang est un plat important pour les Bataks, et est notamment un plat servi lors des mariages.